# Alexandre Tuetey
Alexandre Tuetey, né le 11 septembre 1842 à Saint-Pétersbourg et mort à Paris le 4 août 1918, est un historien et archiviste français.

## Biographie
Son père, Jean Bernard Tuetey, exerçait à la cour de Russie comme professeur de français. Sa mère, Dany-Claude Gougis, était de nationalité russe. Né à Saint-Pétersbourg en 1842, il quitte la Russie très jeune et passe l'essentiel de sa jeunesse à Montbéliard. En 1863, il obtient son diplôme d’archiviste paléographe à l’École impériale des chartes grâce à une thèse sur les chartes communales de la Franche-Comté et en particulier sur celle de Montbéliard. Il travaille également, durant ses années d'étude, au service chargé du catalogue des manuscrits, à la Bibliothèque impériale.
Il épouse le 20 décembre 1864 Louise Mélanie Elisabeth Emilie de Pawlowski, dont il aura trois enfants, Louis (né en 1869, également historien), Albert (né en 1871) et Amélie (née en 1880).
Cette même année 1864, il entre comme archiviste aux Archives de l'Empire. Il y effectue toute sa carrière, progressant dans la hiérarchie jusqu’au poste de conservateur des archives modernes, qu'il obtient en 1911. Il y devient l'ami d'Émile Campardon. Il publie, en parallèle à cette carrière, des travaux qui s'inscrivent dans un premier temps dans la continuité de sa thèse consacrée à la Franche-Comté :  Les Écorcheurs sous Charles VII en 1874, Les Allemands en France et l’invasion du comté de Montbéliard par les Lorrains en 1883 et La Sorcellerie dans le pays de Montbéliard au XVIIe siècle en 1886.
Il se met également, par passion pour la qualité des sources primaires, à éditer des textes inédits, sur cette période,  avant même de faire un travail d'analyse historique. C'est par exemple les Testaments enregistrés au Parlement de Paris sous le règne de Charles VI édité en 1880, le Journal d'un Bourgeois de Paris édité en 1881, le Journal de Nicolas de Baye édité en 1888, ou le Journal de Clément de Fauquembergue en 1904.
Un autre volet de ses publications est consacré à l’histoire de Paris. Il s'est particulièrement intéressé à l'histoire de cette ville, aux XIVe siècle et XVIe siècle, notamment à travers les inédits qu'il publie, mais aussi pendant la Révolution française : il a notamment dressé, de 1890 à 1914, un Répertoire général des sources manuscrites de l’histoire de Paris pendant la Révolution française, en onze volumes, qui a porté à la connaissance des spécialistes des documents inédits ou ignorés sur cette période mêlant dans ce travail son expérience d'historien et d'archiviste. « Ils impressionnent tant par le dépouillement et l’analyse de milliers de pièces que par le travail de classification, d’inventaire, d’indexation et de nomenclature ». On retrouve dans cette publication l'archiviste et le passionné des manuscrits et sources. « Cette œuvre monumentale suffirait, seule, à perpétuer, la mémoire de M. Tuetey », note Charles-Victor Langlois.
Il s'est intéressé également à l'histoire de l'Assistance publique, publiant notamment sur ce thème en collaboration avec Camille Bloch.
Son implication dans les Sociétés savantes et les commissions municipales l'ont amené également à s'intéresser à l'histoire de l'art. Sa première publication dans ce domaine est consacrée à un graveur du XVIe siècle, d'origine franc-comtoise, François Briot. 
Plusieurs de ses publications majeures concernent spécifiquement l'histoire de l'art sous la Révolution,  à travers ses recherches  sur la première Commission du Muséum du Louvre (1790-1794), dont les travaux préparatoires pour l’ouverture du musée au public en 1793. Il s'est intéressé également aux  vicissitudes des œuvres d’art pendant la Révolution et à leur arrivée dans les collections nationales.  Sa notice sur les artistes candidats à la classe des Beaux-Arts de l’Institut en l’an VIII permet d'accéder à l’opinion de l’époque sur le talent d'artistes célèbres.
Il a été président de la Société de l'histoire de l'art français, vice-président de la Société de l'histoire de la Révolution française, président de la Société de l'histoire de Paris et de l'Île-de-France, membre du Comité des travaux historiques de la Ville de Paris, membre de la Commission du Vieux Paris, etc..

## Les apports
L’œuvre d'Alexandre Tuetey témoigne de sa double compétence d'historien et d'archiviste et de l'élargissement du champ d'analyse par les archivistes-paléographes au XIXe siècle. L'histoire ne se résume plus aux grands événements et aux grands personnages, mais inclut aussi l’histoire de la vie privée, des mœurs, des mentalités, de la culture ou encore des institutions.
Alexandre Tuetey a voulu également associer dans ses recherches l'histoire d'une époque à l'histoire de l’art dans la même période. Il a abordé en sus l'histoire de l'art avec son œil d'archiviste s'intéressant aux sources écrites  avant de s'intéresser aux œuvres produites.

## Principales publications
- Les Écorcheurs sous Charles VII : épisodes de l'histoire militaire de la France au XVe siècle, d’après des documents inédits, vol. 1 et 2, Montbéliard, Henri Barbier (imprimeur-éditeur), 1874, IV-422 et 566 (lire en ligne), [lire en ligne (vol. 2 : « Documents »)].
- Testaments enregistrés au Parlement de Paris sous le règne de Charles VI, Imprimerie nationale, 1880.
- Journal d’un bourgeois de Paris (1405-1449) publié d’après les manuscrits de Rome et de Paris, Société de l’histoire de Paris et de l’Île-de-France, Honoré Champion, 1881.
- Les Allemands en France et l’invasion du comté de Montbéliard par les Lorrains, 1587-1588, d’après des documents inédits, Honoré Champion, 1883.
- Le Journal de Nicolas de Bye, greffier au Parlement de Paris sous Charles VI, Société de l’histoire de France, Veuve H. Loones, 1885-1888.
- La Sorcellerie dans le pays de Montbéliard au XVIIe siècle d’après des documents inédits, A. Vernier-Arcelin, 1886
- Le Graveur lorrain François Briot, d’après des documents inédits, Société de l’histoire de l’art français, Charavay, 1887.
- Histoire générale de Paris. Registres des délibérations du bureau de la Ville de Paris, Commission des travaux historiques de la Ville de Paris, Imprimerie nationale, six tomes, 1883-1902.
- Publications relatives à la Révolution française, L’Assistance publique à Paris pendant la Révolution. Commission des travaux historiques de la Ville de Paris, Imprimerie nationale, 4 volumes, 1895-1897.
- Inventaire analytique des livres de couleur et bannières du Châtelet de Paris. Ministère de l’Instruction publique et des Beaux-Arts, Archives nationales, Imprimerie nationale, 1899-1907.
- Procès-verbaux de la Commission des monuments (1790-93), Nouvelles Archives de l’Art français . Revue de l’Art français ancien et moderne, t. XVII et XVIII,  Société de l’Histoire de l’Art français, Charavay, 1901-1903.
- Publications relatives à la Révolution française. Répertoire général des sources manuscrites de l’histoire de Paris pendant la Révolution française. Commission des travaux historiques de la Ville de Paris, onze volumes, Imprimerie nouvelle, 1890-1914.
- Les Papiers des assemblées de la Révolution aux Archives nationales. Inventaire de la série C. Société de l’histoire de la Révolution française, 1908.
- La Commission du Muséum et la création du musée du Louvre (1792-1793), Archives de l’Art français. Société de l’Histoire de l’Art français. Paris : Jean Schemit, 1909.
- Journal de Clément de Fauquembergue, greffier du Parlement de Paris, 1417-1435, Avec la collaboration de Henri Lacaille, Société de l’histoire de France, trois volumes, H. Laurens, 1903-1915.
- Correspondance du ministre de l’Intérieur relative au commerce, aux subsistances et à l’administration générale (16 avril-14 octobre 1792), Imprimerie nationale, 1917.